# Aeroporto de Marília
O Aeroporto Estadual de Marília / Frank Miloye Milenkovich localiza-se a 3 km do centro da cidade de Marília no interior do estado de São Paulo, Brasil.

## História

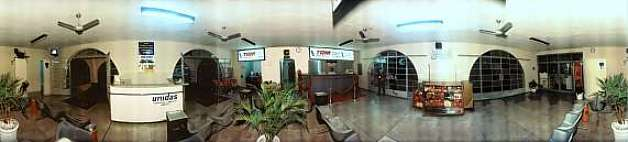
Aeroporto

Inaugurado em 1938 por Frank Miloye Milenkovich, pioneiro da aviação em Marília, o aeroporto fez grande história na aviação brasileira, principalmente por se tratar do berço da companhia aérea Tam Linhas Aéreas.
O atual Aeroporto possui uma pista asfaltada, com um comprimento e 1.700 m e 35 m de largura, tendo capacidade para receber aeronaves como Boeing 737 e Airbus A320. Opera com voos regulares diretos para Bauru e Campinas, e também para outros municípios de todo o Brasil por meio de conexões em Campinas, a única companhia aérea que atua no município é a Azul.
Quando a Trip operava no município, era responsável pela rota entre Marília e São Paulo. Segundo dados fornecidos pela ANAC era a 8ª rota mais rentável do país. Em comparação de 2007 com 2006, os voos regionais em Marília tiveram aumento significativos de passageiros. Voos de Marília (SBML) para Presidente Prudente (SBDN) tiveram um aumento de 705% passageiros/ano, e de Marília para Bauru (SBAE) de 946% passageiros/ano. Apenas para estas duas cidades da região houve 945 dos 2.124 voos em 2007 (44,49%).
Em 2009, o aeroporto passou por uma ampliação no terminal de passageiros, e os dados estatísticos do mesmo ano foram atualizados. Em junho de 2013, uma nota emitida pelo Jornal Diário de Marília dizia que a Gol Linhas Aéreas poderia assumir a rota entre Marília e São Paulo que foi interrompida após a saída da Trip. Em dezembro de 2013 o aeroporto irá passar por um melhoramento em pista, pátios e no terminal de cargas.